# Cultrim Gjaco
Cultrim Gjaco (język tybetański ཚུལ་ཁྲིམས་རྒྱ་མཚོ་, Wylie: tshul-khrims-rgya-mtsho, ZWPY: Cüchim Gyaco; ur. 1816, zm. 1837) – najwyższy inkarnowany lama szkoły Gelug buddyzmu tybetańskiego, dziesiąty dalajlama.
Urodził się w trzecim miesiącu roku Ognistej Myszy w Litangu, w prowincji Kham na wschodzie kraju. Był synem Lobsanga Ńjendaka i Namgjal Butri. Jego narodzinom, według oficjalnej biografii, towarzyszyło wiele niezwykłych znaków. Poród odbył się bezboleśnie, nie wywołał nawet uczucia dyskomfortu u rodzącej. Po wydostaniu się z łona matki noworodek jaśniał niezwykle intensywnym blaskiem. Dzień później z jednej ze ścian domu rodzinnego chłopca wypłynęła rzeka mleka. Ponadto w najbliższym sąsiedztwie zaczęły pojawiać się wrony, wcześniej niespotykane w tej okolicy.
Regent Ngałang Lobsang Tubten Dżigme Gjaco i VII Panczenlama Palden Tenpai Nima, odpowiedzialni za odnalezienie kolejnej inkarnacji Dalajlamy, po konsultacji z kilkoma różnymi wyroczniami orzekli, że poszukiwania należy prowadzić na wschodzie Tybetu. Polecili sporządzić listy dzieci pochodzących z tych terenów, z narodzinami których wiązały się niezwykłe wydarzenia. Nakazywali także przesyłanie szczegółowych raportów, opisujących szczególne znamienne i charakterystyczne przypadki. W 1817 dwa tego rodzaju pisma nadeszły do Lhasy z rejonu Litangu. Opisywały właśnie syna Lobsanga Ńjendaka i Namgjal Butri. Po otrzymaniu tych dokumentów, VII Demo Tulku po raz kolejny zasięgnął rady wyroczni. Ich odpowiedź była pozytywna.
Regent pragnął intronizować wskazywanego przez wyrocznie kandydata. Musiał jednak ustąpić pod naciskiem opozycyjnej względem niego grupy mnichów, która domagała się wykorzystania przysłanej w 1792 przez cesarza Qianlonga złotej urny. Zgodził się na stworzenie listy dzieci wskazywanych przez rozmaite autorytety jako potencjalne inkarnacje Awalokiteśwary. Wysłał jednak również dużą misję z członkami rządu i przedstawicielami uniwersytetów klasztornych do Litangu, aby potwierdzili tożsamość jego faworyta. Zawyrokowała ona zgodnie z wolą swojego zleceniodawcy, a chłopiec, uznany za najbardziej prawdopodobne wcielenie Dalajlamy, został przewieziony do klasztoru Njetang pod Lhasą. Przez kilka miesięcy po tym orzeczeniu jego pozycja była na tyle silna, że zwolennicy czynili przygotowania do intronizacji. Plany te pokrzyżowała śmierć regenta w połowie 1819. Stanowisko objął po nim Cemonling Dżampel Cultrim, a sprawa wskazania kolejnej inkarnacji Dalajlamy została zawieszona. Impas trwał do interwencji panczenlamy w 1822 (pismo cesarza Chin nakazujące wykorzystanie złotej urny zostało bowiem początkowo zignorowane). Pod naciskiem ambanów qingowskich wprowadził on wówczas w życie zalecenie mandżurskiego monarchy dotyczące sposobu wskazania nowego Dalajlamy. Ceremonia losowania odbyła się piętnastego dnia pierwszego miesiąca roku Wodnego Konia w obecności przedstawicieli Chin, panczenlamy i wielu innych tulku.
Intronizacja małego rinpocze odbyła się w Potali ósmego dnia ósmego miesiąca tego samego roku. Po jej zakończeniu otrzymał on wstępne święcenia zakonne i imię Cultrim Gjaco od panczenlamy.
Kolejne lata jego życia wypełnił intensywny trening duchowy i tradycyjna edukacja buddyjska. Oficjalna biografia mówi o setkach otrzymanych przez niego przekazach i inicjacjach. Wymienia również wiele klasycznych dzieł i komentarzy przez niego poznanych.
Zmarł pierwszego dnia dziewiątego miesiąca roku Ognistego Ptaka, nie obejmując władzy politycznej. Istnieją przypuszczenia, że mógł zostać otruty.